# Faramea suerrensis
Faramea suerrensis là một loài thực vật có hoa trong họ Thiến thảo. Loài này được (Donn.Sm.) Donn.Sm. mô tả khoa học đầu tiên năm 1907.